# Portugal. The Man
Portugal. The Man ist eine 2004 gegründete US-amerikanische Indie-Rock-Band aus Wasilla, Alaska.

## Bandname
Der Bandname ist Ergebnis der Überlegung, ein Name müsse persönlich sein und könne für eine Gruppe, eine Person oder auch für ein Land stehen. Kein Bandmitglied war bisher in Portugal, die Entscheidung war rein willkürlich. Die Ergänzung „The man“ soll bedeuten, dass es sich bei der Band um so etwas wie ein Alter Ego handele. „Die Entscheidung sei, nachdem der Vorschlag vorgelegen habe, spontan erfolgt und jetzt hätte man den Erklärungsbedarf bei jedem Interview“, so die Bandmitglieder unisono.

## Geschichte
Portugal. The Man wurde 2004 von John Gourley und Zach Carothers von der gerade aufgelösten Hardcore-Punk-Band Anatomy of a Ghost, Wesley Hubbard, Nick Klein und Harvey Tumbleson in Wasilla gegründet. Die Bandmitglieder beschlossen, nach Portland zu gehen, um näher an der US-amerikanischen Bandszene zu sein. Dort lebten sie eineinhalb Jahre lang von kleineren Jobs, die gerade genug Geld einbrachten, um die Band weiter zu finanzieren. 2005 trafen sie auf Jason Sechrist, der seitdem Schlagzeuger ist.
Ihr Debütalbum Waiter: “You Vultures!” erschien am 24. Januar 2006 bei Fearless Records und wurde als eine Mischung aus Hardcore-Punk, Soul, Progressive Rock, Emo, Post-Rock und Elektrorock beschrieben. Bei den Jahresendcharts 2006 der Zeitschrift Visions erreichte es den sechsten Platz, bei Intro den 35. Platz. Die 2007 veröffentlichte EP It’s Complicated Being a Wizard bewegt sich mehr in elektronischen Gefilden und setzt ausgiebig Sequenzertöne ein. Das kurz darauf erschienene zweite Album Church Mouth enthält keinerlei Elektronik und ist deutlich vom Rock der 60er inspiriert.
Portugal. The Man tourten bisher mit Bands wie The Fall of Troy, Damiera, Action Action, The Matches, Gatsbys American Dream, Horse the Band, Circa Survive, The Black Keys, RX Bandits und Casper.
Am 5. September 2008 veröffentlichte die Band ihr drittes Album Censored Colors.
Am 17. Juli 2009 veröffentlichte die Band das vierte Album The Satanic Satanist.
Produziert wurde es von Paul Q. Kolderie, Adam Taylor sowie Anthony Saffery. Im Vorfeld der Veröffentlichung stellte sie bereits in der Sendung FuelTV einen neuen Song namens People Say vor. Eine rein akustische Interpretation der Titel von The Satanic Satanist erschien unter dem Titel The Majestic Majesty. Das Album wird nur online vertrieben bzw. ist in der Special Edition von The Satanic Satanist enthalten. Anfang 2010 veröffentlichte sie das Album American Ghetto, worauf am 19. Juli 2011 das Album In the Mountain, in the Cloud folgte.
Auf Instagram gab die Band am 26. Februar 2013 bekannt, dass ihr kommendes Album den Titel Evil Friends tragen wird. In Deutschland erschien es am 31. Mai 2013 und in den USA am 4. Juni 2013 auf iTunes, wobei die Single-Auskopplung Evil Friends schon vorher zum Download bereitstand. Für das neue Album arbeitete die Band mit dem Produzenten Danger Mouse zusammen, welcher bereits Alben von den Gorillaz, The Black Keys und Beck produzierte.
Am 16. Juni 2017 erschien das Album Woodstock, aus dem die Single Feel It Still ausgekoppelt wurde. Es wurde ein interaktives Musikvideo produziert. Für das Lied wurde die Band bei den Grammy Awards 2018 in der Kategorie „Beste Popdarbietung“ ausgezeichnet.
Im Juni 2023 erschien das neunte Studioalbum Chris Black Changed My Life.

## Bandmitglieder

### Aktuelle Mitglieder
- John Baldwin Gourley – Gesang, Gitarre, Drumcomputer (seit 2004)
- Zachary Scott Carothers – E-Bass, Begleitgesang (seit 2004)
- Kyle O’Quin – Tasteninstrumente, Synthesizer, Gitarre, Begleitgesang (2007, seit 2012)
- Eric Howk – Gitarre (seit 2015)
- Zoe Manville – Begleitgesang, diverse Instrumente

### Ehemalige Mitglieder
- Ryan „The Niz“ Neighbors – Tasteninstrumente, Didgeridoo, Synthesizer, Begleitgesang (2008–2012)
- Kane Ritchotte – Schlagzeug, Perkussion, Begleitgesang (2012–2016)
- Wesley Hubbard – Tasteninstrumente (2004–2006)
- Noah Gersh – Gitarre, Gesang, Perkussion (2011–2013)
- Nick Klein – Gitarre (2004–2005)
- Harvey Tumbleson – Beats (2004–2005)
- Garrett Lunceford – Schlagzeug (2009)
- Jason Sechrist – Schlagzeug (2005–2009, 2009–2011, 2014–2015, 2016–2023)

Tourmitglieder
- Kirk Ohnsted – Beats
- Dewey Halpaus – Gitarre
- Matthew Moore – Gitarre

## Diskografie

### Alben
- 2006: Waiter: “You Vultures!”
- 2007: Church Mouth
- 2008: Censored Colors
- 2009: The Satanic Satanist
- 2009: The Majestic Majesty
- 2010: American Ghetto
- 2011: In the Mountain in the Cloud
- 2013: Evil Friends
- 2017: Woodstock
- 2023: Chris Black Changed My Life

### EPs
- 2005: Under Waves of the Brown Coat
- 2006: The Pines & the Devil
- 2006: Devil Say I, I Say AIR
- 2007: It’s Complicated Being a Wizard
- 2010: iTunes Live from SoHo
- 2010: PureVolume Sessions (From The Vault)
- 2014: Remix

### Singles
- 2007: My Mind / Seventeen
- 2009: People Say
- 2009: Lovers in Love
- 2011: Got It All (This Can’t Be Living Now)
- 2011: So American
- 2013: Evil Friends
- 2013: Purple Yellow Red and Blue
- 2013: Modern Jesus
- 2014: Heavy Games
- 2014: Endangered Song (Sumatran Tiger)
- 2016: Noise Pollution (feat. Mary Winstead & Zoe Manville)
- 2017: Feel It Still
- 2017: Number One
- 2017: Live in the Moment (US: Gold)
- 2018: Tidal Wave
- 2018: Easy Tiger
- 2020: Who’s Gonna Stop Me (feat. Weird Al Yankovic)
- 2022: What, Me Worry?
- 2023: Dummy

### Beiträge für Kompilationen
- 2021: Don’t Tread on Me auf The Metallica Blacklist

## Auszeichnungen für Musikverkäufe
| Goldene Schallplatte - Frankreich - 2021: für das Album Woodstock - Italien - 2018: für die Single Live in the Moment - Kanada - 2019: für die Single Live in the Moment Platin-Schallplatte - Belgien - 2018: für die Single Feel It Still - Dänemark - 2020: für die Single Feel It Still - Italien - 2018: für die Single Feel It Still - Kanada - 2022: für das Album Woodstock - Neuseeland - 2020: für das Album Woodstock - Portugal - 2018: für die Single Feel It Still | 2× Platin-Schallplatte - Spanien - 2024: für die Single Feel It Still 6× Platin-Schallplatte - Australien - 2019: für die Single Feel It Still 7× Platin-Schallplatte - Neuseeland - 2025: für die Single Feel It Still 8× Platin-Schallplatte - Kanada - 2022: für die Single Feel It Still Diamantene Schallplatte - Frankreich - 2018: für die Single Feel It Still - Polen - 2021: für die Single Feel It Still |

Anmerkung: Auszeichnungen in Ländern aus den Charttabellen bzw. Chartboxen sind in ebendiesen zu finden.
| Land/RegionAuszeichnungen für Musikverkäufe (Land/Region, Auszeichnungen, Verkäufe, Quellen) | Gold     | Platin       | Diamant     | Verkäufe  | Quellen              |
| -------------------------------------------------------------------------------------------- | -------- | ------------ | ----------- | --------- | -------------------- |
| Australien (ARIA)                                                                            | —        | 6× Platin6   | —           | 420.000   | aria.com.au          |
| Belgien (BRMA)                                                                               | —        | Platin1      | —           | 30.000    | ultratop.be          |
| Dänemark (IFPI)                                                                              | —        | Platin1      | —           | 90.000    | ifpi.dk              |
| Deutschland (BVMI)                                                                           | Gold1    | Platin1      | —           | 600.000   | musikindustrie.de    |
| Frankreich (SNEP)                                                                            | Gold1    | —            | Diamant1    | 333.333   | snepmusique.com      |
| Italien (FIMI)                                                                               | Gold1    | Platin1      | —           | 75.000    | fimi.it              |
| Kanada (MC)                                                                                  | Gold1    | 9× Platin9   | —           | 760.000   | musiccanada.com      |
| Neuseeland (RMNZ)                                                                            | —        | 8× Platin8   | —           | 225.000   | radioscope.co.nz NZ2 |
| Österreich (IFPI)                                                                            | Gold1    | 2× Platin2   | —           | 67.500    | ifpi.at              |
| Polen (ZPAV)                                                                                 | —        | —            | Diamant1    | 100.000   | olis.pl              |
| Portugal (AFP)                                                                               | —        | Platin1      | —           | 10.000    | Einzelnachweise      |
| Schweiz (IFPI)                                                                               | —        | 2× Platin2   | —           | 40.000    | hitparade.ch         |
| Spanien (Promusicae)                                                                         | —        | 2× Platin2   | —           | 120.000   | elportaldemusica.es  |
| Vereinigte Staaten (RIAA)                                                                    | Gold1    | 8× Platin8   | —           | 8.500.000 | riaa.com             |
| Vereinigtes Königreich (BPI)                                                                 | —        | 4× Platin4   | —           | 2.400.000 | bpi.co.uk            |
| Insgesamt                                                                                    | 6× Gold6 | 46× Platin46 | 2× Diamant2 |           |                      |